# Volksabstimmungen in der Schweiz 1973
Dieser Artikel bietet eine Übersicht der Volksabstimmungen in der Schweiz im Jahr 1973.
In der Schweiz fanden auf Bundesebene acht Volksabstimmungen statt, im Rahmen dreier Urnengänge am 4. März, 20. Mai und 2. Dezember. Dabei handelte es sich ausschliesslich um obligatorische Referenden.

## Abstimmungen am 4. März 1973

### Ergebnisse
| Nr. | Vorlage | Art | Stimm- berechtigte | Abgegebene Stimmen | Beteiligung | Gültige Stimmen | Ja      | Nein    | Ja-Anteil | Nein-Anteil | Stände  | Ergebnis |
| --- | --- | --- | ------------------ | ------------------ | ----------- | --------------- | ------- | ------- | --------- | ----------- | ------- | -------- |
| 234 | Bundesbeschluss vom 6. Oktober 1972 über die Änderung der Bundesverfassung betreffend das Bildungswesen                               | OR  | 3'633'517          | 999'302            | 27,50 %     | 961'842         | 507'414 | 454'428 | 52,75 %   | 47,25 %     | 10½:11½ | nein     |
| 235 | Bundesbeschluss vom 6. Oktober 1972 über die Ergänzung der Bundesverfassung betreffend die Förderung der wissenschaftlichen Forschung | OR  | 3'633'517          | 999'497            | 27,51 %     | 957'485         | 617'628 | 339'857 | 64,51 %   | 35,49 %     | 19:3    | ja       |

### Bildungsartikel
Im Bildungswesen wuchs zunehmend das Bedürfnis nach gesamtschweizerischen Konzeptionen, weshalb der Bundesrat eine Revision des seit 1902 unveränderten Bildungsartikels ausarbeitete und diese 1971 präsentierte. Vorgesehen war eine Aufgabenteilung: Während die Kantone weiterhin für Vor- und Volksschule zuständig bleiben sollten, würden dem Bund das Mittelschulwesen, die höhere Ausbildung sowie die Erwachsenen- und Weiterbildung übertragen. Zusätzlich sollte der Bund dazu ermächtigt werden, die Koordination unter den Kantonen zu fördern und die obligatorische Schuldauer festzulegen. Der 1972 nach der Vernehmlassung veröffentlichte Entwurf enthielt zusätzlich das Recht auf Bildung. Das Parlament nahm daraufhin mehrere Änderungen vor, welche die Rolle des Bundes noch verstärkten. Gegen die Vorlage sprachen sich die Republikaner und einzelne FDP-Kantonalparteien aus, da sie sich vor allem am Recht auf Bildung und an den Koordinationsbefugnissen des Bundes störten. Auf der anderen Seite verteidigten insbesondere linke Gruppierungen das Bildungsrecht für alle und warfen den Gegnern vor, lediglich ihre Privilegien verteidigen zu wollen. Bei einer äusserst tiefen Beteiligung stimmte zwar die Mehrheit der Abstimmenden für den Bildungsartikel, doch das Ständemehr wurde derart knapp verpasst, dass viele von einem Zufallsergebnis sprachen (beispielsweise fehlten im Kanton Neuenburg lediglich 231 Stimmen). Das knappe Ergebnis wurde als Indiz dafür gewertet, dass eine etwas gemässigtere Fassung des Verfassungsartikels gute Erfolgsaussichten hätte.

### Förderung der wissenschaftlichen Forschung
Gleichzeitig mit dem Bildungsartikel gab der Bundesrat auch einen Verfassungsartikel zur Förderung der wissenschaftlichen Forschung in die Vernehmlassung. Damit sollte es dem Bund ermöglicht werden, Forschungsvorhaben im Interesse des Landes zu unterstützen und eigene Forschungsstätten zu errichten. Ebenso sollte der Artikel die Finanzierung des Schweizerischen Nationalfonds sicherstellen. Auf Kritik stiess die Formulierung «im allgemeinen Interesse des Landes», weshalb sie gestrichen wurde. Die Ausformulierung des Artikels gestaltete sich schwierig, denn zu vielfältig präsentierte sich das Schweizer Hochschulwesen und zu wenig eindeutig artikulierten Wirtschaft und Wissenschaft ihre Bedürfnisse. Dem 1972 präsentierten endgültigen Entwurf stimmte das Parlament oppositionslos zu. Praktisch alle Parteien und involvierten Interessenverbände unterstützten die Vorlage. Das Hauptargument für die neue Bundeskompetenz war die zentrale Rolle der Forschung für das wirtschaftliche Gedeihen der Schweiz. Nennenswerte Opposition machte sich keine bemerkbar, sodass fast zwei Drittel der Abstimmenden die Vorlage annahmen. Nein-Mehrheiten gab es nur in den Kantonen Appenzell Ausserrhoden, Appenzell Innerrhoden, Schwyz und Uri.

## Abstimmung am 20. Mai 1973

### Ergebnis
| Nr. | Vorlage | Art | Stimm- berechtigte | Abgegebene Stimmen | Beteiligung | Gültige Stimmen | Ja      | Nein    | Ja-Anteil | Nein-Anteil | Stände | Ergebnis |
| --- | --- | --- | ------------------ | ------------------ | ----------- | --------------- | ------- | ------- | --------- | ----------- | ------ | -------- |
| 236 | Bundesbeschluss vom 6. Oktober 1972 über die Aufhebung des Jesuiten- und des Klosterartikels der Bundesverfassung (Art. 51 und 52) | OR  | 3'642'756          | 1'467'494          | 40,29 %     | 1'440'000       | 791'076 | 648'924 | 54,94 %   | 45,06 %     | 16½:5½ | ja       |

### Aufhebung der Jesuiten- und Klosterartikel
Der heftige Widerstand gegen die Jesuiten war einer der Hauptgründe für die Entstehung des Schweizer Bundesstaates gewesen. Folglich enthielt die Bundesverfassung von 1848 ein Verbot dieser einflussreichen Ordensgemeinschaft. Mit der Totalrevision von 1874 kam das Verbot hinzu, neue Klöster und Ordensgemeinschaften zu gründen bzw. diese wiederzuerrichten. 1955 überwies das Parlament einen Vorstoss des katholisch-konservativen Ständerats Ludwig von Moos, der den Bundesrat dazu einlud, diese beiden konfessionellen Ausnahmeartikel zu streichen. Doch erst 1972, nach umfassenden rechtlichen und politischen Abklärungen, stellte der Bundesrat einen entsprechenden Antrag, den das Parlament daraufhin annahm. Zu den Befürwortern zählten die meisten Parteien. Ihnen zufolge standen die Artikel im Widerspruch zur Glaubens- und Gewissensfreiheit, diskriminierten sie die Katholiken und waren auch ein Hindernis für den Beitritt der Schweiz zur Europäischen Menschenrechtskonvention. Sie wiesen auch auf die zahlreichen Reformen in der römisch-katholischen Kirche seit dem Zweiten Vatikanischen Konzil hin. Ausserdem stelle der Jesuitenorden schon lange keine Gefahr mehr für den Staat dar. Die Gegner organisierten sich in zwei parteiübergreifenden Komitees. Sie hielten den Jesuitenorden weiterhin für eine machtgierige und gefährliche Organisation, darüber hinaus fehle das Vertrauen in die fortgesetzte Reformfähigkeit der römisch-katholischen Kirche. Etwas mehr als 54 Prozent der Abstimmenden und die Mehrheit der Kantone befürworteten die Streichungen, wobei es in einigen reformiert geprägten Kantonen zum Teil grosse Nein-Mehrheiten gab. Abgelehnt wurde die Vorlage in den Kantonen Zürich, Bern, Schaffhausen, Waadt, Neuenburg und Appenzell Ausserrhoden.

## Abstimmungen am 2. Dezember 1973

### Ergebnisse
| Nr. | Vorlage | Art | Stimm- berechtigte | Abgegebene Stimmen | Beteiligung | Gültige Stimmen | Ja        | Nein    | Ja-Anteil | Nein-Anteil | Stände | Ergebnis |
| --- | --- | --- | ------------------ | ------------------ | ----------- | --------------- | --------- | ------- | --------- | ----------- | ------ | -------- |
| 237 | Bundesbeschluss vom 20. Dezember 1972 über Massnahmen zur Überwachung der Preise                                                                           | OR  | 3'665'107          | 1'283'799          | 35,02 %     | 1'257'016       | '0751'173 | 505'843 | 59,76 %   | 40,24 %     | 20:2   | ja       |
| 238 | Bundesbeschluss vom 20. Dezember 1972 über Massnahmen auf dem Gebiete des Kreditwesens                                                                     | OR  | 3'665'107          | 1'282'565          | 34,99 %     | 1'244'352       | '0810'307 | 434'045 | 65,12 %   | 34,88 %     | 18½:3½ | ja       |
| 239 | Bundesbeschluss vom 20. Dezember 1972 über Massnahmen zur Stabilisierung des Baumarktes                                                                    | OR  | 3'665'107          | 1'283'243          | 35,00 %     | 1'252'505       | '0881'662 | 370'843 | 70,39 %   | 29,61 %     | 20:2   | ja       |
| 240 | Bundesbeschluss vom 20. Dezember 1972 über die Einschränkung der steuerwirksamen Abschreibungen bei den Einkommenssteuern von Bund, Kantonen und Gemeinden | OR  | 3'665'107          | 1'280'985          | 34,95 %     | 1'226'748       | '0834'792 | 391'956 | 68,05 %   | 31,95 %     | 19½:2½ | ja       |
| 241 | Bundesbeschluss vom 27. Juni 1973 über einen Tierschutzartikel anstelle des bisherigen Artikels 25bis der Bundesverfassung                                 | OR  | 3'665'107          | 1'282'410          | 34,99 %     | 1'240'594       | 1'041'504 | 199'090 | 83,95 %   | 16,05 %     | 22:0   | ja       |

### Massnahmen zur Preisüberwachung
Auch 1972 zeichnete sich kein Ende der Hochkonjunktur und der damit verbundenen Inflation ab, weshalb der Bundesrat beim Parlament einen dringlichen Bundesbeschluss zur Überwachung der Preise beantragte. Damit sollte der Bund die Kompetenz erhalten, Preise von Waren und Dienstleistungen zu überwachen und die Öffentlichkeit über Missbräuche zu orientieren. Der Ständerat ergänzte die Preiskontrolle durch eine zusätzliche Lohnüberwachung, während der Nationalrat eine zusätzliche Gewinnkontrolle festschrieb. Nach der Schlussabstimmung in beiden Kammern traten die Massnahmen umgehend in Kraft. Da sie aber länger als ein Jahr gelten sollten, war ein obligatorisches Referendum erforderlich. Für die Überwachung und Durchsetzung ernannte der Bundesrat einen Preisüberwacher. Obwohl diese Meldestelle auf grosses Interesse der Bevölkerung stiess, sprachen sich die SP, die PdA, der Gewerbeverband, der Arbeitgeberverband und der Schweizerische Gewerkschaftsbund gegen den Bundesbeschluss aus. Die Linken stiessen sich an der Lohnüberwachung, die Verbände vor allem an der Art und Weise, wie die Gesetzgebung mittels Notrecht durchgesetzt wurde. Ausserdem bezweifelten sie die Wirksamkeit der ergriffenen Massnahmen. Die Befürworter hielten dem entgegen, dass der Preisüberwacher vor allem psychologisch wirke, indem er das Preisbewusstsein der Konsumenten stärke und Druck auf überrissene Forderungen ausübe. Knapp drei Fünftel der Abstimmenden nahmen die Vorlage an, Nein-Mehrheiten resultierten nur in den Kantonen Graubünden und Wallis.

### Massnahmen im Kreditwesen
Zum Massnahmenpaket zur Dämpfung der Hochkonjunktur gehörte auch ein Bundesbeschluss über staatliche Eingriffe auf dem Gebiet des Kreditwesens. Dieser sollte den Bundesrat dazu ermächtigen, die Erhebung von Mindestguthaben bei der Nationalbank, die Begrenzung inländischer Bankkredite sowie die Genehmigungspflicht für öffentliche Anleihen anzuordnen. Vorgesehen war auch ein Werbeverbot für Kleinkredite und Abzahlungsgeschäfte. Die Grundlage für den Bundesbeschluss bildeten freiwillige Vereinbarungen zwischen der Nationalbank und der Bankiervereinigung. Nach der Zustimmung beider Parlamentskammern traten die Massnahmen umgehend in Kraft; auch hier war nachträglich ein obligatorisches Referendum erforderlich. In der Abstimmungskampagne traf die restriktive Kreditvergabe auf harte Kritik in gewerblichen Kreisen und bei Geschäftsbanken, aktiven Widerstand leisteten der Gewerbeverband und die PdA. Darüber hinaus befürchteten wirtschaftliche Randregionen einen Rückgang der Investitionen. Alle grösseren Parteien sowie der Handels- und Industrieverein unterstützten den Kurs des Bundesrates. Der Beschluss erschwere das Schuldenmachen und dämpfe bei Privaten und der öffentlichen Hand die Nachfrage nach Bauten, Investitionen und anderen Gütern. Knapp zwei Drittel der Abstimmenden nahmen die Vorlage an; Nein sagten die strukturschwachen Kantone Graubünden, Obwalden, Schwyz und Wallis.

### Stabilisierung des Baumarktes
Zwar bewirkten die 1972 angenommenen Massnahmen zur Stabilisierung der Bauwirtschaft eine gewisse Marktentlastung, der Effekt verpuffte jedoch angesichts der anhaltenden Geld- und Kreditfülle sowie der teuerungsbedingten Flucht in Sachwerte. Aus diesem Grund beantragte der Bund einen noch schärferen dringlichen Bundesbeschluss. Mit diesem sollte das bereits geltende Abbruchverbot auf Wohn- und Geschäftshäuser ausgedehnt werden, ebenso sollte die Ausführungssperre für Bauvorhaben von geringer Dringlichkeit in der gesamten Schweiz gelten. Das Parlament genehmigte den Bundesbeschluss und setzte ihn umgehend in Kraft, allerdings unterstand auch dieser dem obligatorischen Referendum. Nach Protesten des Baumeisterverbandes hob der Bundesrat im September 1973 für 634 Gemeinden die Ausführungssperre und das Abbruchverbot wieder auf. Dennoch setzte sich der Gewerbeverband auch gegen diesen Bundesbeschluss zur Wehr, wobei er Unterstützung vom Christlichnationalen Gewerkschaftsbund und einzelnen FDP-Kantonalparteien erhielt. Die Gegner argumentierten, das Abbruchverbot könne die Nachfrage nur kurzfristig beeinflussen. Zu den Befürwortern der verschärften Bestimmungen gehörten die meisten Parteien und Interessenverbände. Sie waren der Ansicht, die Bauwirtschaft nehme eine derart zentrale Stellung in der Gesamtwirtschaft ein, dass sie eine zeitlich begrenzte Massnahmen im Interesse der Allgemeinheit hinnehmen müsse. Über 70 Prozent der Abstimmenden nahmen die Vorlage nachträglich an, Nein-Mehrheiten gab es nur in den Kantonen Graubünden und Wallis.

### Einschränkung steuerwirksamer Abschreibungen
Als vierte Massnahme zur Dämpfung der Hochkonjunktur beantragte der Bundesrat einen dringlichen Bundesbeschluss, der die steuerwirksamen Abschreibungen bei den Einkommenssteuern einschränken sollte. Steuerabzüge insbesondere auf Gegenständen des Geschäftsvermögens sollten für eine befristete Zeit nicht mehr zugelassen werden. Generell sollten die höchstzulässigen Abschreibungssätze für Steuern des Bundes, der Kantone und Gemeinden vom Bundesrat festgelegt werden. Von den Massnahmen ausgenommen sollten Abschreibungen auf Anlagen sein, die dem Umweltschutz dienen. Das Parlament folgte der Ansicht des Bundesrates, dass in dieser aussergewöhnlichen Lage Eingriffe des Bundes in die Steuerhoheit der Kantone gerechtfertigt seien. Die Massnahmen traten umgehend in Kraft, unterstanden aber dem nachträglichen obligatorischen Referendum. Sämtliche Parteien unterstützten die Vorlage, nur der Gewerbeverband sprach sich dagegen aus. Dessen Argumente ähnelten jenen beim Baubeschluss. Über zwei Drittel der Abstimmenden nahmen den Bundesbeschluss an, mit Nein-Mehrheiten in den Kantonen Graubünden, Obwalden und Wallis.

### Tierschutzartikel
Die Belange des Tierschutzes erlangten in der Bevölkerung eine immer grössere Wichtigkeit, was sich in verschiedenen parlamentarischen Vorstössen widerspiegelte. 1963 überwies der Nationalrat ein Postulat, das den Tierschutz zur Bundessache erklären wollte. Damals kannten erst die Kantone Freiburg, Genf, Waadt und Zürich eine moderne Gesetzgebung auf diesem Gebiet. Anderswo waren die kantonalen Bestimmungen zum Teil über hundert Jahre alt. Eine 1972 überwiesene Motion verlangte schützende Bestimmungen über den Import wild lebender Tiere sowie von Fellen und Häuten von Tieren, deren Art in ihrer Existenz bedroht oder im Aussterben begriffen ist. Fast alle Kantone und angefragten Verbände unterstützten daraufhin die vom Bundesrat vorgeschlagenen Bestimmungen. Der Verfassungsartikel sollte dem Bund die Möglichkeit geben, Vorschriften zu Tierhaltung, -handel, -versuchen, -transporten sowie zur Schlachtung von Wirbeltieren zu erlassen. In der Abstimmungskampagne war der Widerstand gegen den Tierschutzartikel gering. Umstritten war einzig die vorläufige Beibehaltung des 1893 beschlossenen Schächtverbotes. Mehr als vier Fünftel der Abstimmenden und sämtliche Kantone nahmen den neuen Tierschutzartikel an.